# Анкета (книга)
«Анкета» — книга писателя, сценариста, офицера, заключённого, Эрнста Фон Заломона. Название автобиографической книги — это название «Анкеты по денацификации», которую предписывалось заполнять в американской зоне оккупации. Главы книги — это пункты анкеты. В отличие от Эрнста Юнгера, анкету не заполнявшего, Фон Заломон, с пруссаческой педантичностью, заполняет её пункты, издеваясь над американской оккупационной администрацией, и описывая свои межвоенные впечатления. В книге нашлось место и участию автора в Фрайкорах, и в покушении на Ратенау, и о годах заключения в немецкой тюрьме, и о своём пребывании во Франции, и о комичных причинах, по которым он не попал на фронт. Вероятно, эти ощущения резонировали с ощущениями широких слоёв немецкого общества, роман в год выхода стал бестселлером. В России был выпущен издательством «Владимир Даль» в 2019 году.

## Описание
Согласно издательской аннотации: «Автобиографический роман немецкого писателя и сценариста Эрнста фон Заломона „Анкета“ был опубликован в 1951 году и сразу приобрел огромную популярность в приходившей в себя послевоенной Германии. На страницах книги написанной в форме развернутых до романного объема ответов на стандартизированные вопросы оккупационной анкеты по денацификации, автор обращается к опыту, вынесенному им из американского лагеря для интернированных. Попытка вместить живого человека с его внутренними противоречиями и сложной индивидуальной историей в рамки бюрократической раскрывает под пером Заломона всю свою абсурдность. Критическому переосмыслению в романе подвергаются пять десятилетий германской истории и основные политические тенденции столетия, подчинившие судьбу человека безжалостной игре политических сил».

## Критика
Как считает Александр Чанцев «Заломон, думается, совершенно сознательно выламывается из всех концепций, стилистических ли, мировоззренческих ли. Он, скажем, ультраправый, за могущественную Германию, против денацификации, но звучит подчас как панк, что „всегда будет против“».